# Indios de Mayagüez 2014 (pallavolo)
Questa voce raccoglie le informazioni riguardanti gli Indios de Mayagüez nelle competizioni ufficiali della stagione 2014.

## Organigramma societario
Area direttiva
- Presidente: Karimar Brown, Alex Brown
- Direttore generale:

Area tecnica
- Allenatore: Juan Francisco León
- Assistente allenatore: Henry Padilla
- Statistico: Carlos Almeida
- Fisioterapista: Jorge Colón

## Rosa
| N° | Nome                | Ruolo | Data di nascita  | Nazionalità sportiva |
| -- | ------------------- | ----- | ---------------- | -------------------- |
| 1  | José Guilloty       | P     | 12 aprile 1977   | Porto Rico           |
| 3  | Ángel Matías        | L     | 30 luglio 1976   | Porto Rico           |
| 4  | Jorge López         | S     | 6 febbraio 1992  | Porto Rico           |
| 5  | Tommy Alequin       | L     | -                | Porto Rico           |
| 5  | Marcos Liendo       | S/L   | 8 novembre 1989  | Porto Rico           |
| 6  | Luis Candelario     | C     | 11 novembre 1988 | Porto Rico           |
| 7  | Josué Núñez         | C     | 9 maggio 1985    | Porto Rico           |
| 8  | Iván Pérez          | S     | 13 febbraio 1985 | Porto Rico           |
| 9  | Juan Vázquez        | O     | 23 gennaio 1991  | Porto Rico           |
| 10 | Mannix Román        | C     | 17 gennaio 1983  | Porto Rico           |
| 11 | José Mulero         | L     | 25 ottobre 1991  | Porto Rico           |
| 13 | Carlos López        | -     | -                | Porto Rico           |
| 15 | Ezequiel Cruz       | S     | 15 luglio 1986   | Porto Rico           |
| 16 | Jair Santiago       | O     | 24 agosto 1995   | Porto Rico           |
| 16 | Alberto Bravo       | O     | 1º dicembre 1988 | Porto Rico           |
| 17 | Ángel Rivera        | C     | 12 maggio 1992   | Porto Rico           |
| 20 | Guillermo Rodríguez | P     | 16 giugno 1992   | Porto Rico           |

## Mercato
| Acquisti | Acquisti        | Acquisti              | Acquisti   |
| R.       | Nome            | da                    | Modalità   |
| -------- | --------------- | --------------------- | ---------- |
| C        | Luis Candelario | Changos de Naranjito  | prestito   |
| C        | Josué Núñez     | Plataneros de Corozal | prestito   |
| ?        | Carlos López    | ?                     | definitivo |
| S        | Ezequiel Cruz   | Plataneros de Corozal | prestito   |
| O        | Jair Santiago   | Plataneros de Corozal | prestito   |
| L        | Ángel Matías    | Capitanes de Arecibo  | definitivo |
| S/L      | Marcos Liendo   | Gigantes de Carolina  | prestito   |
| O        | Alberto Bravo   | Changos de Naranjito  | definitivo |

| Cessioni | Cessioni          | Cessioni             | Cessioni   |
| R.       | Nome              | a                    | Modalità   |
| -------- | ----------------- | -------------------- | ---------- |
| S        | Joel Otero        | -                    | ritirato   |
| S        | Ramon Matias      | -                    | ritirato   |
| S/O      | Juan Gabriel Ruiz | -                    | ritirato   |
| C        | Odimar Cancel     | -                    | ritirato   |
| P        | Luis Ruiz         | Patriotas de Lares   | definitivo |
| O        | Joseph Cuevas     | -                    | ritirato   |
| S        | Tommy Alequin     | -                    | rilasciato |
| O        | Jair Santiago     | Cariduros de Fajardo | definitivo |

## Risultati

### LVSM
| 1ª giornata - 22 agosto 2014 Coliseo Tomás Dones, Fajardo                   | Cariduros de Fajardo | 2 - 3 | Indios de Mayagüez   | 18-25, 27-25, 25-19, 19-25, 11-15 |
| 2ª giornata - 24 agosto 2014 Palacio de Recreación y Deportes, Mayagüez     | Indios de Mayagüez   | 3 - 1 | Cariduros de Fajardo | 25-20, 19-25, 25-21, 25-18        |
| 3ª giornata - 29 agosto 2014 Coliseo Guillermo Angulo, Carolina             | Gigantes de Carolina | 0 - 3 | Indios de Mayagüez   | 14-25, 16-25, 22-25               |
| 4ª giornata - 4 settembre 2014 Palacio de Recreación y Deportes, Mayagüez   | Indios de Mayagüez   | 3 - 1 | Gigantes de Carolina | 20-25, 25-19, 25-22, 25-21        |
| 5ª giornata - 11 settembre 2014 Coliseo Manuel Iguina, Arecibo              | Capitanes de Arecibo | 3 - 0 | Indios de Mayagüez   | 25-16, 25-18, 25-22               |
| 6ª giornata - 13 settembre 2014 Coliseo Manuel Iguina, Arecibo              | Capitanes de Arecibo | 3 - 2 | Indios de Mayagüez   | 26-24, 25-27, 25-23, 19-25, 15-11 |
| 7ª giornata - 18 settembre 2014 Palacio de Recreación y Deportes, Mayagüez  | Indios de Mayagüez   | 1 - 3 | Mets de Guaynabo     | 17-25, 25-20, 23-25, 15-25        |
| 8ª giornata - 20 settembre 2014 Coliseo Mario Morales, Guaynabo             | Mets de Guaynabo     | 3 - 1 | Indios de Mayagüez   | 21-25, 25-19, 25-21, 25-13        |
| 9ª giornata - 25 settembre 2014 Coliseo Félix Méndez Acevedo, Lares         | Patriotas de Lares   | 3 - 2 | Indios de Mayagüez   | 25-22, 25-22, 25-27, 21-25, 15-10 |
| 10ª giornata - 27 settembre 2014 Palacio de Recreación y Deportes, Mayagüez | Indios de Mayagüez   | 0 - 3 | Patriotas de Lares   | 16-25, 24-26, 22-25               |
| 11ª giornata - 3 ottobre 2014 Coliseo Tomás Dones, Fajardo                  | Cariduros de Fajardo | 3 - 2 | Indios de Mayagüez   | 20-25, 25-22, 25-21, 20-25, 15-12 |
| 12ª giornata - 5 ottobre 2014 Palacio de Recreación y Deportes, Mayagüez    | Indios de Mayagüez   | 3 - 0 | Cariduros de Fajardo | 25-12, 25-22, 25-18               |
| 13ª giornata - 10 ottobre 2014 Palacio de Recreación y Deportes, Mayagüez   | Indios de Mayagüez   | 3 - 1 | Gigantes de Carolina | 25-23, 14-25, 25-19, 25-19        |
| 14ª giornata - 12 ottobre 2014 Coliseo Guillermo Angulo, Carolina           | Gigantes de Carolina | 2 - 3 | Indios de Mayagüez   | 39-37, 16-25, 25-21, 18-25, 12-15 |
| 15ª giornata - 14 ottobre 2014 Coliseo Félix Méndez Acevedo, Lares          | Patriotas de Lares   | 3 - 0 | Indios de Mayagüez   | 25-23, 25-21, 25-21               |
| 16ª giornata - 16 ottobre 2014 Palacio de Recreación y Deportes, Mayagüez   | Indios de Mayagüez   | 1 - 3 | Capitanes de Arecibo | 25-22, 20-25, 23-25, 20-25        |
| 17ª giornata - 18 ottobre 2014 Palacio de Recreación y Deportes, Mayagüez   | Indios de Mayagüez   | 0 - 3 | Capitanes de Arecibo | 21-25, 22-25, 20-25               |
| 18ª giornata - 21 ottobre 2014 Palacio de Recreación y Deportes, Mayagüez   | Indios de Mayagüez   | 1 - 3 | Capitanes de Arecibo | 22-25, 25-21, 23-25, 23-25        |
| 19ª giornata - 23 ottobre 2014 Palacio de Recreación y Deportes, Mayagüez   | Indios de Mayagüez   | 3 - 1 | Mets de Guaynabo     | 28-26, 24-26, 25-18, 25-23        |
| 20ª giornata - 25 ottobre 2014 Coliseo Mario Morales, Guaynabo              | Mets de Guaynabo     | 1 - 3 | Indios de Mayagüez   | 20-25, 17-25, 25-19, 22-25        |
| 21ª giornata - 30 ottobre 2014 Palacio de Recreación y Deportes, Mayagüez   | Indios de Mayagüez   | 3 - 2 | Patriotas de Lares   | 26-28, 15-25, 25-12, 25-22, 15-8  |
| 22ª giornata - 1 novembre 2014 Coliseo Félix Méndez Acevedo, Lares          | Patriotas de Lares   | 0 - 3 | Indios de Mayagüez   | 25-27, 22-25, 24-26               |

#### Play-off
| Semifinali (gara 1) - 5 novembre 2014 Coliseo Manuel Iguina, Arecibo              | Capitanes de Arecibo | 3 - 0 | Indios de Mayagüez   | 25-23, 25-19, 25-21               |
| Semifinali (gara 2) - 7 novembre 2014 Palacio de Recreación y Deportes, Mayagüez  | Indios de Mayagüez   | 3 - 2 | Capitanes de Arecibo | 25-22, 20-25, 25-14, 16-25, 15-10 |
| Semifinali (gara 3) - 9 novembre 2014 Coliseo Manuel Iguina, Arecibo              | Capitanes de Arecibo | 2 - 3 | Indios de Mayagüez   | 25-17, 17-25, 25-20, 20-25, 13-15 |
| Semifinali (gara 4) - 11 novembre 2014 Palacio de Recreación y Deportes, Mayagüez | Indios de Mayagüez   | 0 - 3 | Capitanes de Arecibo | 17-25, 28-30, 17-25               |
| Semifinali (gara 5) - 13 novembre 2014 Coliseo Manuel Iguina, Arecibo             | Capitanes de Arecibo | 3 - 1 | Indios de Mayagüez   | 25-18, 25-16, 22-25, 25-17        |
| Semifinali (gara 6) - 15 novembre 2014 Palacio de Recreación y Deportes, Mayagüez | Indios de Mayagüez   | 1 - 3 | Capitanes de Arecibo | 25-20, 14-25, 18-25, 23-25        |

## Statistiche

### Statistiche di squadra
| Competizione | Punti | In casa | In casa | In casa | In trasferta | In trasferta | In trasferta | Totale | Totale | Totale |
| Competizione | Punti | G       | V       | P       | G            | V            | P            | G      | V      | P      |
| ------------ | ----- | ------- | ------- | ------- | ------------ | ------------ | ------------ | ------ | ------ | ------ |
| LVSM         | 33    | 14      | 7       | 7       | 14           | 6            | 8            | 28     | 13     | 15     |
| Totale       | -     | 14      | 7       | 7       | 14           | 6            | 8            | 28     | 13     | 15     |

G = partite giocate; V = partite vinte; P = partite perse